# Bergiola popovi
Bergiola popovi är en insektsart som beskrevs av Bei-bienko 1951. Bergiola popovi ingår i släktet Bergiola och familjen vårtbitare. Inga underarter finns listade i Catalogue of Life.